# Ludwig Karl Schmarda
Ludwig Karl Schmarda (Olomouc, Moràvia, 23 d'agost de 1819 – Viena, 7 d'abril de 1908) va ser un zoòleg i explorador austríac. Ludwig Karl Schmarda va estudiar a Viena. El 1850 entrà com a professor a la Universitat de Graz, on fundà després el Museu Zoològic. El 1852 se n'anà a Praga. Entre 1853 i 1857 viatjà a diversos indrets del món com ara a Auckland (Nova Zelanda) on, després d'una estada a Sydney (Austràlia), arribà el 30 de setembre de 1854 i hi romangué cinc setmanes. El 1862 fou nomenat professor a la Universitat de Viena.
A instància del govern austríac va estudiar les indústries pesqueres a la costa austríaca primer (1863–1865) i després a la costa francesa (1868). Després de la seva jubilació visità Espanya el 1883 i després la costa africana tres vegades el 1884, 1886 i el 1887.

## Obres
- Andeutungen aus dem Seelenleben der Thiere (1846)
- Zur Naturgeschichte der Adria (1852)
- Die geographische Verbreitung der Thiere (1853)
- Zur Naturgeschichte Aegyptens (1854)
- Neue wirbellose Thiere (1859–1861)
- Reise um die Erde (1861)
- Zoologie (1871)